# Championnat de Suisse de hockey sur glace D4
La 1re ligue est le quatrième niveau de hockey sur glace en Suisse. Le championnat est divisé en deux groupes régionaux : les groupes Est et Ouest. Elle faisait office de troisième échelon national jusqu'à la création, en 2017, de la MyHockey League.

## Équipes 2025-2026

### Groupe Est
| Équipe                   | Ville        | Patinoire                    |
| ------------------------ | ------------ | ---------------------------- |
| Argovia Stars            | Aarau        | KEB Brügglifeld              |
| EC Wil (T)               | Wil          | Sportpark Bergholz           |
| EHC Burgdorf             | Berthoud     | Localnet-Arena               |
| EHC Wallisellen          | Wallisellen  | Winter World Walliselen      |
| GDT Bellinzona (R)       | Bellinzone   | Centro Sportivo              |
| HC Lucerne               | Lucerne      | Regionales-Eiszentrum Luzern |
| HC Prättigau-Herrschaft  | Grüsch       | Eishalle Grüsch              |
| SC Küssnacht am Rigi (P) | Küssnacht SZ | Rigi Halle                   |
| Red Lions Reinach        | Reinach      | Kunsteisbahn Oberwynental    |
| SC Herisau               | Herisau      | Sportzentrum Herisau         |
| SC Rheintal              | Widnau       | Sportzentrum Widnau          |

| Aarau Berthoud Bellinzone Herisau Lucerne Küssnacht Grüsch Reinach Widnau Wallisellen Wil |

### Groupe Ouest
| Équipe                   | Ville      | Patinoire                    |
| ------------------------ | ---------- | ---------------------------- |
| CP Meyrin                | Meyrin     | Patinoire des Vergers        |
| EHC Adelboden            | Adelboden  | Sportarena Adelboden         |
| EHC Raron                | Rarogne    | Raiffeisen Arena Raron       |
| EHC Saastal              | Saas-Grund | Kunsteisbahn Saas-Grund      |
| EHC Wiki-Münsingen       | Wichtrach  | Sagibach Halle               |
| Forward Morges           | Morges     | Patinoire des Eaux Minérales |
| HC Düdingen Bulls        | Guin       | Regionaleisbahn Sense-See    |
| HC Martigny (R)          | Martigny   | Forum d'Octodure             |
| HC Tramelan              | Tramelan   | ArteCad Arena                |
| HC université Neuchâtel  | Neuchâtel  | Patinoire du Littoral        |
| HC Prilly Black Panthers | Prilly     | Patinoire de Malley          |

| Meyrin Adelboden Rarogne Prilly Saas-Grund Guin Morges Tramelan Neuchâtel Martigny Wichtrach |